# Comuna Natalivka, raionul Zaporijjea, regiunea Zaporijjea
Natalivka (în ucraineană Наталівка) este o comună în raionul Zaporijjea, regiunea Zaporijjea, Ucraina, formată din satele Cerepivske, Lejîne, Natalivka (reședința) și Novostepneanske.

## Demografie
Componența lingvistică a comunei Natalivka
     Ucraineană (87,49%)
     Rusă (11,81%)
     Alte limbi (0,52%)
Conform recensământului din 2001, majoritatea populației comunei Natalivka era vorbitoare de ucraineană (87,49%), existând în minoritate și vorbitori de rusă (11,81%).